# The Documentary
The Documentary — дебютний студійний альбом американського репера The Game, який вийшов 18 січня 2005 року на лейблах Aftermath Entertainment та G-Unit Records. Дистриб'ютором альбому виступив Interscope Records.

## Передісторія
Після відновлення від перестрілки 2001 року (The)Game почав займатися реп-кар'єрою. Перебуваючи в лікарні, він попросив свого брата купити всі альбоми хіп-хопу, які вважають класикою (зокрема Reasonable Doubt Jay-Z, Ready to Die The Notorious B.I.G., Doggystyle Snoop Dogg'а, The Chronic Dr. Dre, All Eyez on Me Тупака Шакура та альбоми Big Daddy Kane і Ice Cube).
Протягом п'яти місяців він вивчав ці альбоми майже в наочній манері. Спочатку його флов був слабеньким, але Game швидко вчився і в кінцевому результаті набув найкращих навичок фристайлу. Він узяв частинки від своїх улюблених виконавців і сформував їх у свою персону та стиль.
Вивчаючи різні впливові альбоми, Game розробив свою стратегію, як стати репером і з допомогою брата Big Fase вони заснували лейбл The Black Wall Street Records. До лейблу спочатку належали такі виконавці як Glasses Malone, Vita, та Nu Jerzey Devil разом із Геймом відповідно. Його сценічне ім'я придумала бабуся, кажучи так, бо він грав у все, що міг. Спершу Game здобув виразний статус після того як відвідав зустріч на найвищосу рівні хіп-хопу, яку влаштували Расселл Сіммонс та Луї Фаррахан, після возз'єднання Big Fase i Game випустили мікстейп. Реліз мікстейпа You Know What It Is Vol. 1 відбувся 2002 року, що супроводжувалося контрактом з незалежним лейблом Get Low Records, власником якого був JT the Bigga Figga. Мікстейп дійшов до рук Шона Комбза, більш відомого як P. Diddy. Diddy вже майже підписав його на свій лейбл Bad Boy Records, проте мікстейп потрапив до рук суперпродюсера Dr. Dre, який підписав його до себе на Aftermath Entertainment у 2003 році. Game, який хотів продовжити спадок N.W.A перейнятий у 2002, почав записувати треки. Dr. Dre підточив майстерність Гейма та навчив добре складати рими.
2004 року Dr. Dre послухав демо диск Game'a і, за його словами, був приємно здивований. Згідно з Aftermath Entertainment A&R Анджело Сандерс в інтерв'ю з HitQuarters, коли Dre згодом зустрів його, «[він] побачив стиль у ньому і подумав, що зможе з цього щось зробити». Після того, як Game'а підписали на Aftermath Entertainment, він уклав угоду з лейблом 50 Cent G-Unit Records. Спочатку Game'а підписали як виконавця, але бос Interscope Records Джиммі Йовін та Dr. Dre вирішили, що йому також варто попрацювати з 50 Cent i G-Unit. Основною метою угоди було те, що це мало допомогти збудувати зацікавленість навколо Game'a і тим самим збільшити інтерес до G-Unit. Відтоді Game декілька разів засвітився у відео-кліпах 50 Cent, Lloyd Banks, Young Buck та Fabolous. Перша поява відбулась у кліпі «In da Club», де він танцював із дівчиною. 2004 року було випущено перший синґл «Westside Story».
The Documentary подарував відомі зараз синґли «How We Do» та «Hate It or Love It» (останній пізніше двічі номінували на Ґреммі). Працювали для альбому не тільки Dr. Dre, Каньє Вест та Timbaland, до них також приєдналися Buckwild, Che Vicious, Cool & Dre, Danja, Емінем, Focus..., Havoc, Hi-Tek, Джефф Баскер, Джефф Рід, Just Blaze, Луї Ресто, B.G. Knocc Out, Марк Батсон, Майк Елізондо, Needlz, Скотт Сторч. Гостями, які прикрасили альбом стали 50 Cent, Nate Dogg, Фейт Еванс, Tony Yayo, Marsha Ambrosius, Dion, Емінем, Мері Джей Блайдж та Busta Rhymes.
The Documentary дебютував на першій позиції Billboard 200, розійшовшись тиражем 586 000 копій першого тижня. The Documentary увійшов у десятку найбільш продаваних альбомів 2005 року у США. Він також дебютував під 7-м номером у Великій Британії. Американська асоціація компаній звукозапису надала альбому статус двічі платинового у квітні 2005, а також альбом розійшовся у кількості 5 мільйонів по всьому світу. Після цього альбом здобув багато позитивних відгуків від музичних критиків. Після виходу альбому The Game став основною силою хіп-хоп сцени Західного узбережжя, яка відійшла у тінь артистів зі Сходу та Півдня.

## Альбом

### Назва
Робочою назвою альбому була «Nigga Witta Attitude Vol. 1» (скорочено N.W.A vol.1), але згодом її було змінено на «The Documentary» через юридичні питання. Датою релізу був кінець 2004 року, але у зв'язку з виходом інших важливих проектів включно з альбомом «Encore» Емінема, який мав з'явитися на прилавках магазинів у той же час, дату було перенесено на 18 січня 2005.

### Сингли
Перший синґл «Westside Story» досягнув 93-ї позиції у чарті Billboard Hot 100. Журнал Rolling Stone описав цей трек не інакше як «свого роду L.A. версія «In Da Club». «Hate It or Love It» був найуспішнішим синґлом і досягнув 2-го місця у Hot 100. 2006 року її було номіновано на Ґреммі як «Найкраще реп-виконання дуетом або групою» та «Найкраща реп-пісня». Відеокліп, режисером якого виступив Saline Project було номіновано на MTV Video Music Awards 2005 як «Найкраще реп-відео». «Put You on the Game» був синглом, який посів низькі позиції у чарті: тільки 96-а у Hot R&B/Hip-Hop Singles & Tracks чарті. «How We Do» займав четверте місце у Hot 100 протягом 4 тижнів. Він став хітом як тільки потрапив у ротацію на радіо. Крім того, ця пісня досягла топ-двацятки у чартах майже всіх країн. Режисером відео виступив Гарольд Вільямс. Останній синґл «Dreams», присвячений Єтунде Прайс, досягнув 32-ї позиції у Hot 100. Один із критиків сказав, що Game'ові вдалося поєднати «проникливість промови Мартіна Лютера Кінґа з їдкою дотепністю та шармом запального Малколма Ікса». Філіп Отвелл виступив режисером відеокліпу.

### Музичний стиль
Оскільки The Game родом саме із Заходу, він постійно звертає на це увагу. Dr. Dre та Eazy-E — засновники N.W.A Цей альбом поставив їх у те ж саме дихання. Акомпанування Dr. Dre одразу ж відчутно в ударному звуці фортепіано пісні «Westside Story», в «Church For Thugs» іде широкий екран з гучними трубами, а «We Ain't» відносить альбом у темну сторону разом із гостем треку Емінемом.
До запису альбому причетні чимало відомих зірок: Мері Джей Блайдж залишила свій слід поверх акордів піаніно у «Don't Worry», Фейт Еванс з'являється у антилюбовній пісні «Don't Need Your Love». Разом із цим голос Game'а із кожним треком стає все легше розпізнаваний і йому вдається виправдати свою важливість, тримаючись на рівні разом із усіма присутніми зірками. Найсильнішою з усіх пісень є «Dreams», продюсером якої виступив Каньє Вест. «Dreams» є чимось на кшталт елегії про вкорочене життя на Західному узбережжі: Алія, Ліза Лопес і найбільш гостро торкається смерті Єтунде Прайс, сестри Серени та Венери Вільямс, яку застрелили у Комптоні 2003-го року. Схожу манеру має також пісня «Start From Scratch», де впевнений фасад понижується завдяки коливанням витонченого голосу Марші з Floetry.
Як і більшість реп-альбомів, The Documentary досить довгий за тривалістю, але йому вдається від початку до кінця тримати на собі увагу. Зокрема на останньому треці з'являється Busta Rhymes, а Game читає «Боже, прости мені мої гріхи, я знаю, це остання хвилина» («Lord forgive me for my sins, I know it's last minute»). Загалом альбом — це вражаюча спроба довести, що West Coast досі дихає.

### Зміст
The Game записав треки, які базувалися на його життєвому досвіді, починаючи з його дитинства і до його успіхів як репера. Коли його запитали про альбом, він заявив:
| «Я виріс у будинку для дітей, мене забрали у батьків, коли мені було 8 років... Ось він я, мені 24. Коли альбом вийде, мені буде 25, таким чином це буде 17 років, відколи я почав свою самостійну боротьбу. На альбомі буде 17 треків і кожен з них пролиє світло на різні ситуації, які я пройшов за ці 17 років»[2] Оригінальний текст (англ.) «I grew up in a boys home and I was taken away from my parents when I was like 8 years old... Here I am, 24. When my album drops I will be 25 so that's 17 years I have been going through my struggle by myself. There are 17 tracks on my album and every track sheds light on a different situation I went through the last 17 years.» |
Репер прокоментував те, на що всі очікували від альбому до його релізу: «Я знаю, всі очікували на бандитські розбірки, 40 унцій, музику для Low-Rider-ів, але це все не те, що я дав їм... Я розказую реальну історію, і можливо, є люди, які знайдуть щось спільне із моїм досвідом». Журнал Rolling Stone зауважив, що «кожна пісня має добре опрацьований хук (приспів) і деяке безпосереднє звернення, а куплети не потребують затрати часу аби зрозуміти суть».

### Композитори
Композиторів, на яких було затрачено значний бюджет, критики зустріли дуже тепло. Перша половина альбому наповнена «припіднятими, ґанста-буґі» треками, в той час як друга половина — з наполовину пониженими завдяки маневрам R&B музики. У семи треках Dr. Dre відіграв роль співкомпозитора. «Westside Story» вміщує в собі «злий дзвін фортепіано», «Dreams» має «одночасно плавний і тяжкий» біт, «Hate It or Love It» являє собою плавний фанк R&B-вібрації. «Higher» крутиться навколо вибухового обстрілу синтезатора, «How We Do» вміщує звук від плесків у долоні та описана як «гіпнотичний вибух зловісної спокуси, який привели у рух завдяки примітивним зразкам 808 машини і обтягнули це все синтезатором». У «Don't Need Your Love» використано семпл пісні Мері Джей Блайдж «Not Gon Cry», також цей трек є одним із найбільш душевних на альбомі. «Church for Thugs» являє собою баладу з підкреслено-монотонним ритмом stylee покладену на accentuated sonic bed, а «Put You on the Game» є треком для клубів, який містить у собі «темну панахиду синтезатора».

### Гості
Перед релізом Game підтвердив, що альбом включає в себе куплети таких гостей як 50 Cent, Tony Yayo, Фейт Еванс, Marsha Ambrosius, Dion, Nate Dogg, Емінем, Мері Джей Блайдж та Busta Rhymes.

## Реліз та промокампанія
28 вересня 2004 року Game випустив промо-альбом під назвою «Westside Story». Цей альбом мав допомогти розрекламувати його дебютний альбом The Documentary. У жовтні 2004 The Game випустив свій перший незалежний альбом Untold Story завдяки Get Low Records, власником якого був JT the Bigga Figga. У перші три місяці альбом розійшовся тиражем 82 000 копій. На альбомі також були присутні такі артисти як Sean T, Young Noble (з Outlawz), та JT the Bigga Figga. Game також з'явився на різних мікстейпах таких діджеїв як DJ Kay Slay, DJ Whoo Kid, та DJ Clue. Також Game випустив свій другий мікстейп You Know What It Is Vol. 2 на своєму власному лейблі і з'явився на саундтреці до відео-гри NBA Live 2004 (пісня «Can't Stop Me», продюсером якої виступив Fredwreck). 15 листопада 2004 Game випустив мікстейп Charge It to the Game: The Mixtape, який теж мав посприяти рекламі його дебютного студійного альбому.

## Комерційний успіх
The Gameчасто вважають основною силою у поверненні Західного узбережжя на хіп-хопову карту. Перед виходом альбому репер висловив бажання отримати великі результати продажу вже першого ж тижня: «Я хочу продати мільйон першого ж тижня. І навіть якщо я продам лише один альбом другого тижня, вважатиму, що я справився.» Він також сказав, що може не виправдати очікування індустрії. Альбом дебютував на першому місці у чарті Billboard 200, розійшовшись тиражем 586 000 копій за переший тиждень. Американська асоціація компаній звукозапису відзначила альбом двічі платиновим станом на 23 березня 2005, і це був десятий найбільш продаваний альбом року. Відтоді альбом розійшовся тиражем понад 2,5 мільйони копій у США.
The Documentary досягнув верхніх позицій у головних 15-ти чартах Європи. Зокрема, посів 7-му позицію у Albums Chart Великої Британії і залишався у чарті протягом 33-х тижнів; альбом досяг топ-десятки у Нідерландах, Франції, Ірландії, Швейцарії та топ-двацятки у Бельгії, Німеччині та Норвегії. Альбом лідирував у чартах Канади протягом трьох тижнів і 8 березня 2005 року його було удостоєно платиновим статусом (понад 1 000 000 копій). На разі альбом розійшовся тиражем понад 5 мільйонів копій у всьому світі.

## Критика
«Metacritic» дала The Documentary загальний бал 72/100, вказуючи на «загалом хороші огляди». «Pitchfork Media» назвав альбом «найкращи  вуличним реп-альбомом Західного узбережжя з 2002 року, коли вийшов «Under tha Influence» DJ Quik'а.» «Allmusic» написали, що альбом є «надзвичайним дебютом», який «вказує на великий потенціал». «Rolling Stone» відмітив те, що Game «скористався емоційним сплеском замість гри слів та сміху», а «PopMatters» описали його як «сором'язливого, нігілістичного ґанста-репера з сердечним і ліричним наповненням». «The A.V. Club» похвалив за те, що він був «звуковою класикою повільно рухомої фанкової і глянцевої гіпердуші», але розкритикував The Game'а за надмірну кількість посилань на інших виконавців: якщо б він «скоротив всі посилання на реперів і альбоми... це було на хвилин 15—20 коротше — і напевно набагато більш красиво». «Billboard» назвав це «одним із найкращих альбомів року», а «Entertainment Weekly» написав: «якщо найяскравіші хіп-хоп зірки стоять у черзі до Game, то він і сам може стати зіркою хіп-хопу».
«IGN» розкритикував за велику кількість гостьових появ, заявляючи, що «схильність до запрошення гостей ускладнює можливість зрозуміти голосові дані нового виконавця». «MusicOMH» зауважив, що «як і всі реп-альбоми, The Documentary надто довгий» і загалом це було «переконливе зусилля» яке «представляє сильну присутність Західного узбережжя». «Stylus Magazine» написав: «ніхто не розчарувався». «The New York Times» відмітила «жорсткий, зате прямий стиль римування Game'а заворожує, але не так, як зазвичай, а приводячи у захват... Це репер, який майже ніколи не забуває себе, який майже ніколи не губиться у складах тільки заради задоволення.»

## Список композицій
| #  | Назва                                                        | Продюсер(и)                          | Семпл(и)                                                                              | Тривалість |
| -- | ------------------------------------------------------------ | ------------------------------------ | ------------------------------------------------------------------------------------- | ---------- |
| 1  | «Intro»                                                      | Dr. Dre, Che Vicious                 | «Down into the Magic» Дональда Керра                                                  | 0:32       |
| 2  | «Westside Story» (за участю 50 Cent)                         | Dr. Dre, Скотт Сторч                 |                                                                                       | 3:43       |
| 3  | «Dreams»                                                     | Каньє Вест                           | «No Money Down» Джеррі Батлера                                                        | 4:46       |
| 4  | «Hate It or Love It» (за участю 50 Cent)                     | Cool & Dre, Dr. Dre                  | «Rubberband» The Trammps                                                              | 3:26       |
| 5  | «Higher»                                                     | Dr. Dre, Марк Батсон                 |                                                                                       | 4:05       |
| 6  | «How We Do» (за участю 50 Cent)                              | Dr. Dre, Майк Елізондо               |                                                                                       | 3:55       |
| 7  | «Don't Need Your Love» (за участю Фейт Еванс)                | Havoc, Dr. Dre                       | «Not Gon Cry» Mary J. Blige                                                           | 4:26       |
| 8  | «Church for Thugs»                                           | Just Blaze                           |                                                                                       | 4:00       |
| 9  | «Put You on the Game»                                        | Timbaland, співпродюсер Danja        |                                                                                       | 4:14       |
| 10 | «Start from Scratch» (за участю Marsha Ambrosius із Floetry) | Dr. Dre, Скотт Сторч                 |                                                                                       | 4:07       |
| 11 | «The Documentary»                                            | Джефф Баскер, співпродюсер Джефф Рід | Аудіоуривок із фільму Livin' tha Life                                                 | 4:11       |
| 12 | «Runnin'» (за участю Tony Yayo & Dion)                       | Hi-Tek                               |                                                                                       | 4:26       |
| 13 | «No More Fun and Games»                                      | Just Blaze                           | «Gangsta, Gangsta» N.W.A                                                              | 2:37       |
| 14 | «We Ain't» (за участю Eminem)                                | Eminem, співпродюсер Луї Ресто       | «The Watcher» Dr. Dre «One Day at a Time» Тупака Шакура «Patiently Waiting» 50 Cent'а | 4:46       |
| 15 | «Where I'm From» (за участю Nate Dogg)                       | Focus...                             | «Amanda» Діонн Ворвік                                                                 | 3:08       |
| 16 | «Special» (за участю Nate Dogg)                              | Needlz                               | «Catherine Howard» Ріка Вейкмена                                                      | 3:57       |
| 17 | «Don't Worry» (за участю Mary J. Blige)                      | Dr. Dre, Майк Елізондо               |                                                                                       | 4:11       |
| 18 | «Like Father, Like Son» (за участю Busta Rhymes)             | Buckwild                             | «Mariya» The Family Circle                                                            | 5:27       |

## Чарти
| Чарт (2005)                                          | Найвища позиція |
| ---------------------------------------------------- | --------------- |
| Австралія Australian Albums (ARIA)                   | 42              |
| Австрія Austrian Albums (Ö3 Austria)                 | 44              |
| Бельгія Belgian Albums (Ultratop Flanders)           | 17              |
| Бельгія Belgian Albums (Ultratop Wallonia)           | 51              |
| Канада Canadian Albums (Billboard)                   | 1               |
| Данія Danish Albums (Hitlisten)                      | 33              |
| Нідерланди Dutch Albums (MegaCharts)                 | 10              |
| Франція French Albums (SNEP)                         | 7               |
| Німеччина German Albums (Offizielle Top 100)         | 11              |
| Ірландія Irish Albums (IRMA)                         | 6               |
| Італія Italian Albums (FIMI)                         | 67              |
| Нова Зеландія New Zealand Albums (Recorded Music NZ) | 3               |
| Норвегія Norwegian Albums (VG-lista)                 | 11              |
| Шотландія Scottish Albums (OCC)                      | 10              |
| Швейцарія Swiss Albums (Schweizer Hitparade)         | 8               |
| Велика Британія UK Albums (OCC)                      | 7               |
| США Billboard 200                                    | 1               |
| США Top R&B/Hip-Hop Albums (Billboard)               | 1               |
| США Top Rap Albums (Billboard)                       | 1               |
| США Top Heatseekers Albums (Billboard)               | 34              |

| Чарт (2005)                           | Позиція |
| ------------------------------------- | ------- |
| Belgian Albums (Ultratop Flanders)    | 49      |
| Dutch Albums (Album Top 100)          | 56      |
| French Albums (SNEP)                  | 104     |
| German Albums (Offizielle Top 100)    | 75      |
| New Zealand Albums (RMNZ)             | 27      |
| Swiss Albums (Schweizer Hitparade)    | 100     |
| UK Albums (OCC)                       | 66      |
| US Billboard 200                      | 16      |
| US Top R&B/Hip-Hop Albums (Billboard) | 5       |

## Сертифікації
| Регіон | Сертифікація  | Продажі    |
| --- | ------------- | ---------- |
| Австралія (ARIA)                                                                                                 | Золотий       | 35 000^    |
| Канада (Music Canada)                                                                                            | Платиновий    | 100 000^   |
| Данія (IFPI Denmark)                                                                                             | Платиновий    | 20 000     |
| Ірландія (IRMA)                                                                                                  | Платиновий    | 15 000^    |
| Нова Зеландія (RIANZ)                                                                                            | Платиновий    | 15 000^    |
| Велика Британія (BPI)                                                                                            | Платиновий    | 413,519    |
| США (RIAA) | 2× Платиновий | 2 000 000^ |
| ^відвантаження, що базуються лише на сертифікаціях · продажі+прослуховування, що базуються лише на сертифікаціях |               |            |